# Chaudebonne
 Chaudebonne  là một xã thuộc tỉnh Drôme trong vùng Auvergne-Rhône-Alpes đông nam nước Pháp. Xã Chaudebonne nằm ở khu vực có độ cao từ 542-1600 mét trên mực nước biển.